# Collegiata dei Santi Martino e Costanzo
La collegiata dei Santi Martino e Costanzo è un luogo di culto cattolico che si trova nel centro storico di Torrita di Siena.

## Storia e descrizione
L'edificio sacro, il più grande di Torrita, fu costruito nel 1631, e vi fu trasferito il titolo della pieve di San Costanzo. Divenne collegiata nel 1648 e nel 1789 venne ampliato.
La semplice facciata ad intonaco ha il portale architravato preceduto da una scalea. Al termine del lato destro si eleva il campanile a torre in mattoni. Il suo sviluppo è movimentato da paraste e da cornici aggettanti che lo dividono in più registri.
Nell'interno ad un'unica navata si segnalano una terracotta policroma cinquecentesca con Santa Caterina da Siena attribuita a Lorenzo di Mariano detto "il Marrina", l'ampio coro in noce realizzato nel 1740, l'organo ottocentesco della ditta Tronci.
Qui potete trovare i dati inerenti alle 4 campane, situate nel campanile della Collegiata:
| Campane | Materiale | Fonditore                                  | Anno                       | Nota | ø bocca | Peso stimato |
| ------- | --------- | ------------------------------------------ | -------------------------- | ---- | ------- | ------------ |
| I       | Bronzo    | Lorenzo Lera, Lammari (LU)                 | 1922                       | Fa³  | 1100 mm | 780 kg ca.   |
| II      | Bronzo    | Pietro Sini, Acquapendente (VT)            | 1853                       | Sol³ | 935mm   | 450 kg ca.   |
| III     | Bronzo    | Giovanni Battista Cari e fratelli, Pistoia | fine XVIII-inizio XIX sec. | La♭³ | 865mm   | 355 kg ca.   |
| IV      | Bronzo    | Terzo Rafanelli e Emilio Figlio, Pistoia   | 1908                       | Si♭³ | 780mm   | 260 kg ca.   |